# Konstantin Konstantinovič Romanov (1858-1915)
Il granduca Konstantin Konstantinovič Romanov, in russo Константи́н Константи́нович? (Strel'na, 22 agosto 1858 – Pavlovsk, 15 giugno 1915), è stato un nipote dell'imperatore Nicola I di Russia, nonché poeta e drammaturgo di un certo rilievo. È meglio conosciuto con il suo pseudonimo da scrittore, KR, le iniziali del suo nome traslitterato, Konstantin Romanov.

## Biografia

### Giovinezza ed educazione
Quarto figlio del granduca Konstantin Nikolaevič di Russia e della moglie, la principessa Alessandra di Sassonia-Altenburg, Konstantin Romanov nacque nel palazzo di Costantino a Strelna. La sorella maggiore, la granduchessa Ol'ga Konstantinovna, sposò re Giorgio I di Grecia nel 1867.
Fin dai primi anni di vita Konstantin dimostrò di essere maggiormente interessato alla letteratura, all'arte ed alla musica piuttosto che all'istruzione militare prevista per i giovani Romanov, ma ciononostante il Granduca venne mandato a prestar servizio nella Marina Imperiale Russa. Konstatin Romanov era però insoddisfatto e lasciò la marina per unirsi all'elitario reggimento Izmajlovskij della Guardia Imperiale, dove egli si distinse durante il suo periodo di servizio.

### Matrimonio

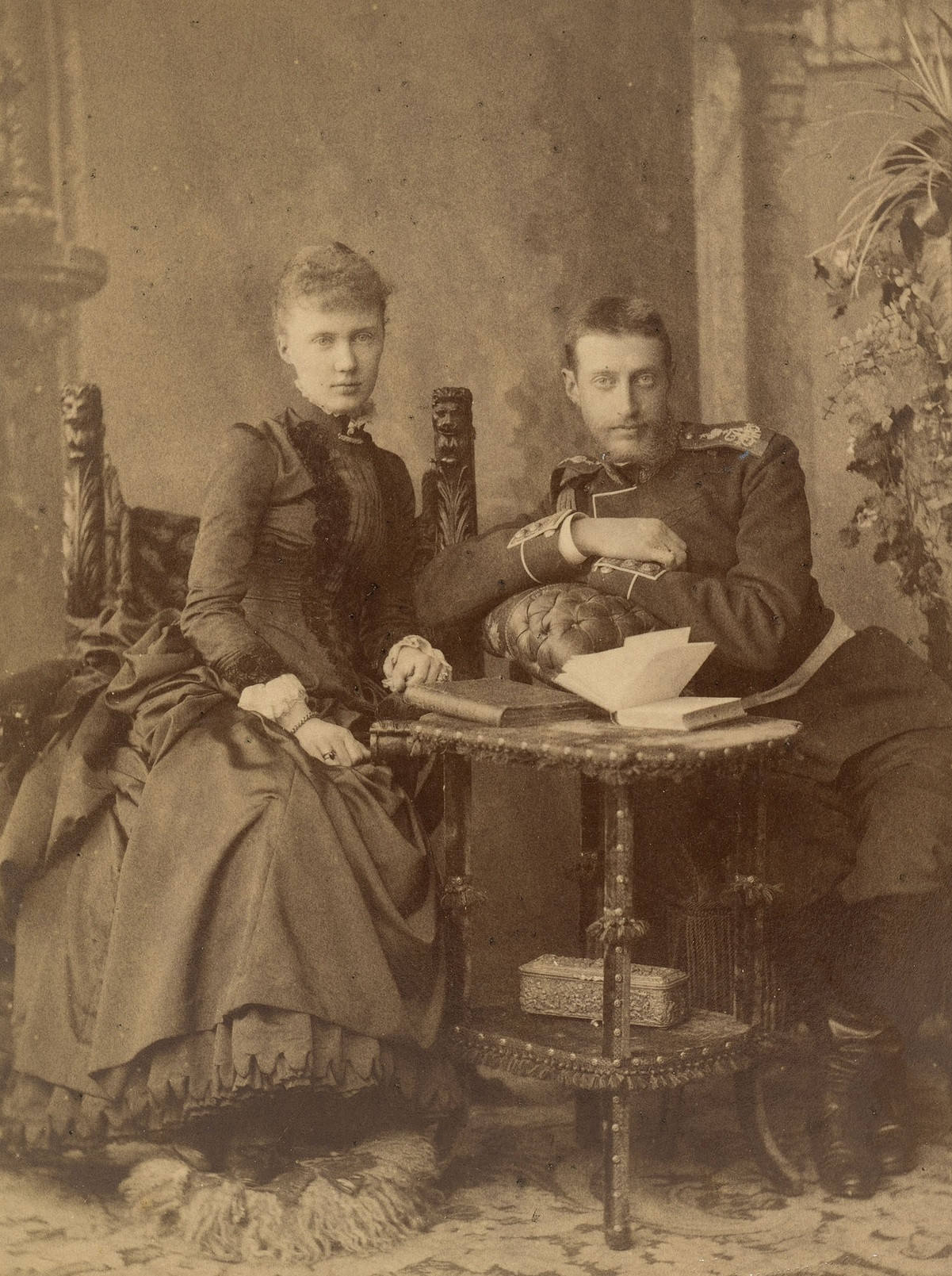
Konstantin Konstantinovič e la moglie Elisabetta nel 1894

Nonostante la propria omosessualità, Konstantin Romanov riteneva primario compiere il proprio dovere verso la famiglia imperiale; fu così che nel 1884 sposò a San Pietroburgo la principessa Elisabetta di Sassonia-Altenburg, sua seconda cugina, la quale, con il matrimonio, divenne la granduchessa Elizaveta Mavrikievna (in famiglia meglio conosciuta come Mavra).
Il principe Ivan sposò la principessa Elena di Serbia (figlia di re Pietro I di Serbia) nel 1911; la principessa Tatijana sposò il principe georgiano Konstantin Bagration-Muhransky nello stesso anno. Il matrimonio di Tatijana venne celebrato con la piena approvazione dello Zar, contrariamente a quanto era avvenuto con i numerosi matrimoni morganatici contratti da altri Romanov in quel periodo.
I figli di Konstantin Romanov furono i primi ad essere colpiti dagli effetti della nuova Legge di Famiglia dell'imperatore Alessandro III. Essa stabiliva che da quel momento in poi unicamente i figli e nipoti di linea maschile di uno zar avrebbero potuto fregiarsi del titolo di granduca o granduchessa e godere del trattamento di Altezza Imperiale; i bisnipoti ed i loro discendenti sarebbero stati invece principi (o principesse) di Russia e trattati come Altezze. Questa riforma fu dovuta alla necessità di diminuire il numero di persone aventi diritto a ricevere un vitalizio dal Tesoro Imperiale.
Konstantin Romanov fu a tutti gli effetti un padre amorevole, devoto alla moglie ed ai figli; lui ed Elisabetta stabilirono la loro residenza a Pavlovsk, un palazzo periferico di San Pietroburgo nonché rifugio preferito del bisnonno di Konstantin, lo zar Paolo I.

### Vita pubblica

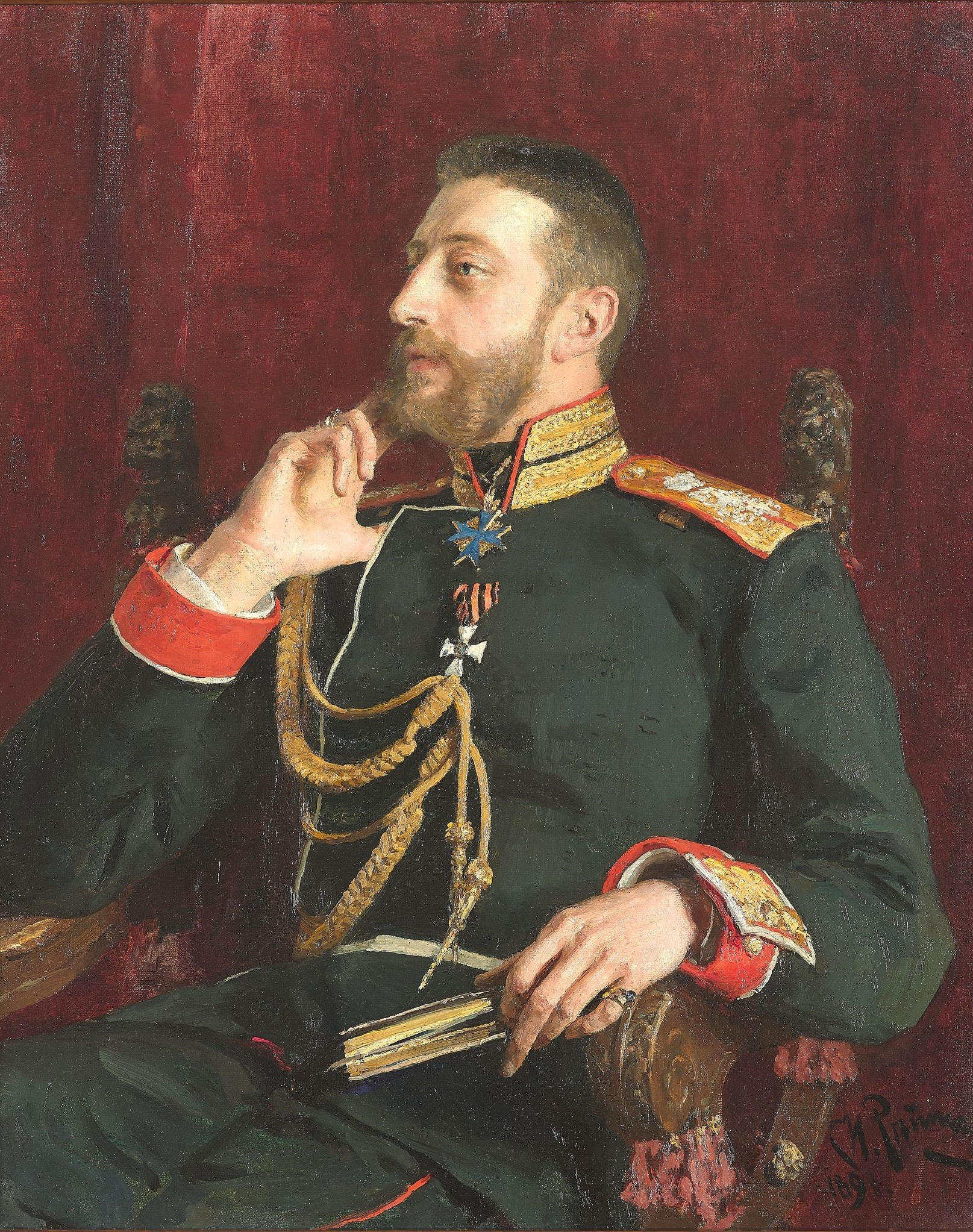
Ritratto del 1891 del granduca Konstantin Konstantinovič di Russia

Konstantin Romanov fu sia un patrono delle arti russe che un artista egli stesso; fu un pianista di talento, tanto che ricoprì la carica di presidente della Società Musicale Russa, e vantava tra i suoi amici più intimi Pëtr Il'ič Čajkovskij. Konstantin Konstantinovič era però soprattutto e prima di tutto un letterato: fondò numerose associazioni letterarie, tradusse opere straniere (tra cui quelle di Schiller e Goethe) in russo ed era particolarmente orgoglioso della sua traduzione dell'Amleto. Esperto poeta e drammaturgo, Konstantin Romanov aveva inoltre un grande interesse nel dirigere personalmente i propri lavori teatrali: egli inoltre partecipò al suo ultimo dramma, King of Judea, interpretando Giuseppe di Arimatea.
La slavofilia artistica del Granduca e la sua devozione al dovere contribuirono a renderlo caro tanto ad Alessandro III, quanto a Nicola II; il primo lo nominò presidente dell'Accademia russa delle scienze ed in seguito capo di tutti i collegi militari. Konstantin Romanov e la moglie furono tra i relativamente pochi Romanov ad intrattenere rapporti amichevoli con Nicola II e l'imperatrice Alessandra Feodorovna, la quale riteneva il rispetto di Konstantin per la famiglia come una benefica contrapposizione allo stile di vita mondano e frivolo di molti altri granduchi.
Konstantin Konstantinovič era inoltre un intimo amico della granduchessa Elisabetta Fëdorovna e scrisse un poema in suo onore per esprimere la propria ammirazione quando la vide per la prima volta venire in Russia per sposarsi. Tra l'altro fu anche uno dei pochi membri della famiglia imperiale a recarsi a Mosca per partecipare ai funerali del marito di Elisabetta, il granduca Sergej Aleksandrovič, ucciso dalla bomba di un terrorista.

### Vita privata
Quanto esemplare e devota (persino conservatrice) era la vita pubblica di Konstantin Romanov, tanto era intensa la confusione della sua vita privata. Se non fosse stato per la pubblicazione dei suoi eccezionalmente schietti diari molto tempo dopo la sua morte, il mondo non avrebbe mai saputo che Konstantin, tra i più prolifici granduchi, padre di nove bambini, era omosessuale.
La prima esperienza omosessuale di Konstantin avvenne tra le Guardie Imperiali; il Granduca tentò duramente di reprimere i suoi sentimenti, ma, a dispetto del suo amore per la moglie, Konstantin Romanov non riuscì a resistere alle tentazioni che si presentavano ad una persona sensibile com'era. Nei suoi diari Konstantin Romanov affermò che tra il 1893 ed 1899 egli si astenne dalla pratica di quello che egli definiva come il suo "peccato principale"; però, dopo la nascita del settimo figlio, Konstantin divenne un assiduo frequentatore dei numerosi bordelli maschili di San Pietroburgo. Nel 1904 egli scrisse nel suo diario che «ordinai al mio cocchiere [...] di andare, e continuai a piedi fin dopo la bath-house. Avevo intenzione di proseguire dritto [...] ma prima ancora di raggiungere il ponte Pevčeskij, mi girai ed entrai. E così mi ero arreso ancora una volta, senza lottare poi molto contro le mie inclinazioni depravate». Il ciclo di resistenze e capitolazioni alle tentazioni è un tema molto frequente delle pagine di diario di Konstantin Romanov.
Verso la fine del 1904 Konstantin Romanov si ritrovò legato ad un giovane attraente di nome Yatsko.
Alcuni giorni dopo Konstantin Romanov e Yatsko si incontrarono nuovamente e fu così che tra i due nacque una relazione.
Negli ultimi anni della sua vita Konstantin scrisse che la sua omosessualità diventava sempre meno pressante, sia perché egli aveva raggiunto una propria pace interiore, sia a causa dell'età avanzata e della cattiva salute.

### Anni di guerra e morte
Lo scoppio della prima guerra mondiale colse Konstantin Romanov e la moglie in Germania, dove si erano recati per curarsi nella località di Wildungen; sorpresa in territorio nemico, la coppia tentò un veloce ritorno in Russia, ma i loro piani vennero contrastati dalle autorità tedesche, le quali trattennero Konstantin Konstantinovič ed Elisabetta come prigionieri politici. La Granduchessa mandò quindi un messaggio al Kaiser ed alla moglie chiedendo il loro aiuto; infine Konstantin ed il suo entourage furono autorizzati a lasciare la Germania e vennero trasportati fino alla prima postazione russa. L'affaticato Konstantin Romanov dovette procedere a piedi attraverso la linea del fronte e, quando lui e la consorte furono giunti a San Pietroburgo, all'epoca ribattezzata Pietrogrado, il Granduca era ormai in condizioni piuttosto gravi di salute.
Il primo anno di guerra impose una grave perdita sulla sua cerchia famigliare più stretta: cinque dei sei figli maschi facevano parte dell'esercito russo e, nell'ottobre 1914, Oleg Konstantinovič, il quarto e più brillante dei figli, venne ferito a morte in una battaglia contro i tedeschi. Nel marzo seguente il loro genero, il principe Bagration Muhransky, venne ucciso sul fronte del Caucaso. Questi avvenimenti compromisero irrimediabilmente l'umore e la salute del Granduca ed il 15 giugno 1915 egli morì; la morte lo risparmiò dall'assistere alle tremende sofferenze che si abbatterono sulla sua famiglia durante la seguente rivoluzione.

## Discendenza

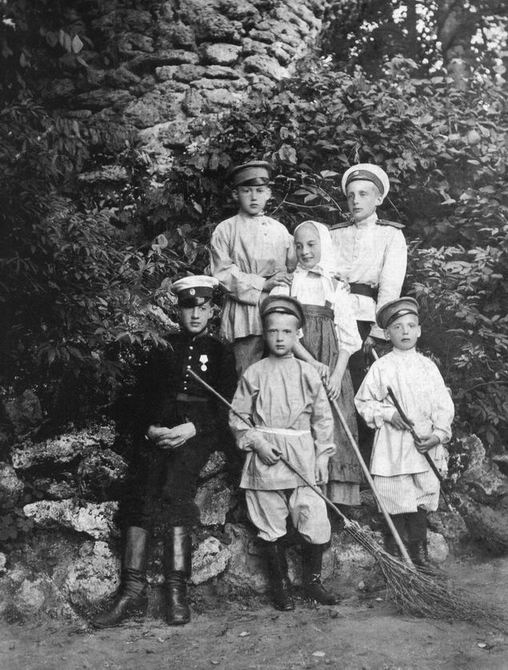
I sei figli di Konstatin Romanov nel 1900; (da sinistra a destra) davanti Ivan, Oleg e Igor'; dietro Konstantin, Tatijana, Gavriil

Il granduca Konstantin e la principessa Elisabetta di Sassonia-Altenburg ebbero un totale di nove figli:
- Ivan Konstantinovič (1886 - 18 luglio 1918)
- Gavriil Konstantinovič (1887 - 28 febbraio 1955)
- Tatijana Konstantinovna (1890 -28 agosto 1979)
- Konstantin Konstantinovič (1891 - 18 luglio 1918)
- Oleg Konstantinovič (1892 - 12 ottobre 1914)
- Igor' Konstantinovič (1894 - 18 luglio 1918)
- Georgij Konstantinovič (1903 - 7 novembre 1938)
- Natal'ja Konstantinovna (morta esattamente all'età di due mesi nel 1905)
- Vera Konstantinovna (1906 - 11 gennaio 2001)

## Famiglia
I principi Ivan, Gavriil, Konstantin ed Igor' vennero arrestati dopo la presa del potere da parte dei Bolscevichi nell'ottobre 1917. Gavriil Konstantinovič venne trattenuto a Pietrogrado a causa di una malattia, ma gli altri vennero deportati ad Alapaevsk, una piccola città degli Urali. Lì vennero imprigionati per alcuni mesi, assieme alla granduchessa Elisabetta Fëdorovna (sorella della deposta Zarina), al granduca Sergej Michajlovič (cugino di Konstantin Romanov), al principe Vladimir Pavlovič Paley (figlio del granduca Pavel Aleksandrovič, un altro cugino Romanov), a Fëdor Remez (segretario del granduca Sergej) ed a Varvara Jakovleva, una suora del convento di Mosca, compagna di Elizaveta Fëdorovna. La notte tra il 17 ed il 18 luglio 1918, ventiquattro ore dopo la fucilazione di Nicola II e della sua famiglia ad Ekaterinburg, i prigionieri di Alapaevsk vennero sgozzati dai loro carcerieri. I loro corpi vennero in seguito recuperati dal pozzo di una miniera abbandonata dall'Armata Bianca e infine risepolti nella Chiesa dei Martiri nei pressi di Pechino, in Cina.
Il principe Gavriil alla fine venne rilasciato dalla prigionia grazie all'intercessione di Maksim Gor'kij, il quale aveva tentato, senza successo, di salvare numerosi altri Romanov dall'esecuzione. Gavriil e la moglie, Antonina Rafailovna Nesterovskaya, sposata dopo la rivoluzione, emigrarono all'estero e si stabilirono a Parigi, dove morì nel 1955.
La principessa Tatiana, rimasta vedova, fuggì in Romania e poi in Svizzera assieme ai figli; in seguito diventò suora e morì a Gerusalemme nel 1979, dove era badessa del convento ortodosso della Chiesa di Maria Maddalena presso il Monte degli Ulivi.
La moglie di Konstantin Romanov assieme ai due figli più giovani, Georgij e Vera, rimase a Pavlovsk durante gli anni di guerra, il periodo caotico del Governo Provvisorio e dopo la rivoluzione d'ottobre. Nell'autunno del 1918 venne loro permesso dai Bolscevichi di essere portati in nave fino in Svezia, su invito della Regina svedese, dove giunsero a bordo della Ångermanland, via Tallinn, Helsinki, Mariehamn per giungere infine a Stoccolma.
Nel porto di Stoccolma incontrarono il principe Gustavo Adolfo che li scortò fino al palazzo reale; Elisabetta, Vera e Georgij vissero in Svezia per i due anni seguenti, prima nella capitale e poi a Saltsjöbaden; questa nazione si dimostrò però troppo costosa per loro e così si trasferirono dapprima in Belgio, su invito di Alberto I, ed in seguito in Germania, stabilendosi ad Altenburg, dove vissero trent'anni, con l'eccezione di un paio d'anni in Inghilterra. Elisabetta morì di cancro il 24 marzo 1927 a Lipsia; il principe Georgij morì a New York nel 1938; Vera visse in Germania finché le forze sovietiche ne occuparono la parte orientale, costringendola a fuggire ad Amburgo e, nel 1951, negli Stati Uniti dove morì nel 2001, a Nyack.
Nel 2005 Konstantin Konstantinovič Romanov aveva almeno undici discendenti viventi: la principessa Ekaterina Ivanovna (sua nipote, figlia di Ivan), i suoi tre figli e sette nipoti.

## Ascendenza
|                                   |                                |                                                 | Genitori                                  |  |  | Nonni |  |  | Bisnonni          |  |  | Trisnonni            |  |
|                                   |                                |                                                 |                                           |  |  |       |  |  | Paolo I di Russia |  |  | Pietro III di Russia |  |
|                                   |                                |                                                 |                                           |  |  |       |  |  | Paolo I di Russia |  |  | Pietro III di Russia |  |
|                                   |                                | Caterina II di Russia (Sofia di Anhalt-Zerbst)  |                                           |  |  |       |  |  | Paolo I di Russia |  |  |                      |  |
| Nicola I di Russia                |                                |                                                 |                                           |  |  |       |  |  | Paolo I di Russia |  |  |                      |  |
|                                   |                                | Sofia Dorotea di Württemberg                    | Federico II Eugenio di Württemberg        |  |  |       |  |  |                   |  |  |                      |  |
|                                   |                                | Sofia Dorotea di Württemberg                    | Federico II Eugenio di Württemberg        |  |  |       |  |  |                   |  |  |                      |  |
|                                   |                                | Sofia Dorotea di Württemberg                    | Federica Dorotea di Brandeburgo-Schwedt   |  |  |       |  |  |                   |  |  |                      |  |
| Konstantin Nikolaevič Romanov     |                                | Sofia Dorotea di Württemberg                    |                                           |  |  |       |  |  |                   |  |  |                      |  |
|                                   |                                | Federico Guglielmo III di Prussia               | Federico Guglielmo II di Prussia          |  |  |       |  |  |                   |  |  |                      |  |
|                                   |                                | Federico Guglielmo III di Prussia               | Federico Guglielmo II di Prussia          |  |  |       |  |  |                   |  |  |                      |  |
|                                   |                                | Federico Guglielmo III di Prussia               | Federica Luisa d'Assia-Darmstadt          |  |  |       |  |  |                   |  |  |                      |  |
| Carlotta di Prussia               |                                | Federico Guglielmo III di Prussia               |                                           |  |  |       |  |  |                   |  |  |                      |  |
|                                   |                                | Luisa di Meclemburgo-Strelitz                   | Carlo II di Meclemburgo-Strelitz          |  |  |       |  |  |                   |  |  |                      |  |
|                                   |                                | Luisa di Meclemburgo-Strelitz                   | Carlo II di Meclemburgo-Strelitz          |  |  |       |  |  |                   |  |  |                      |  |
|                                   |                                | Luisa di Meclemburgo-Strelitz                   | Federica Carolina Luisa d'Assia-Darmstadt |  |  |       |  |  |                   |  |  |                      |  |
| Konstantin Konstantinovič Romanov |                                | Luisa di Meclemburgo-Strelitz                   |                                           |  |  |       |  |  |                   |  |  |                      |  |
|                                   | Federico di Sassonia-Altenburg | Ernesto Federico III di Sassonia-Hildburghausen |                                           |  |  |       |  |  |                   |  |  |                      |  |
|                                   | Federico di Sassonia-Altenburg | Ernesto Federico III di Sassonia-Hildburghausen |                                           |  |  |       |  |  |                   |  |  |                      |  |
|                                   | Federico di Sassonia-Altenburg | Ernestina Augusta di Sassonia-Weimar            |                                           |  |  |       |  |  |                   |  |  |                      |  |
| Giuseppe di Sassonia-Altenburg    | Federico di Sassonia-Altenburg |                                                 |                                           |  |  |       |  |  |                   |  |  |                      |  |
|                                   |                                | Carlotta di Meclemburgo-Strelitz                | Carlo II di Meclemburgo-Strelitz          |  |  |       |  |  |                   |  |  |                      |  |
|                                   |                                | Carlotta di Meclemburgo-Strelitz                | Carlo II di Meclemburgo-Strelitz          |  |  |       |  |  |                   |  |  |                      |  |
|                                   |                                | Carlotta di Meclemburgo-Strelitz                | Federica Carolina Luisa d'Assia-Darmstadt |  |  |       |  |  |                   |  |  |                      |  |
| Alessandra di Sassonia-Altenburg  |                                | Carlotta di Meclemburgo-Strelitz                |                                           |  |  |       |  |  |                   |  |  |                      |  |
|                                   |                                | Ludovico Federico Alessandro di Württemberg     | Federico II Eugenio di Württemberg        |  |  |       |  |  |                   |  |  |                      |  |
|                                   |                                | Ludovico Federico Alessandro di Württemberg     | Federico II Eugenio di Württemberg        |  |  |       |  |  |                   |  |  |                      |  |
|                                   |                                | Ludovico Federico Alessandro di Württemberg     | Federica Dorotea di Brandeburgo-Schwedt   |  |  |       |  |  |                   |  |  |                      |  |
| Amalia di Württemberg             |                                | Ludovico Federico Alessandro di Württemberg     |                                           |  |  |       |  |  |                   |  |  |                      |  |
|                                   |                                | Enrichetta di Nassau-Weilburg                   | Carlo Cristiano di Nassau-Weilburg        |  |  |       |  |  |                   |  |  |                      |  |
|                                   |                                | Enrichetta di Nassau-Weilburg                   | Carlo Cristiano di Nassau-Weilburg        |  |  |       |  |  |                   |  |  |                      |  |
|                                   |                                | Enrichetta di Nassau-Weilburg                   | Carolina d'Orange-Nassau                  |  |  |       |  |  |                   |  |  |                      |  |
|                                   |                                | Enrichetta di Nassau-Weilburg                   |                                           |  |  |       |  |  |                   |  |  |                      |  |